# Willem Van Hecke
Guillaume Albert Van Hecke (Blankenberge, 31 december 1893 - aldaar, 7 januari 1976) was een Belgisch kunstschilder, bekend om zijn marines, landschappen en figuren.

## Biografie
Van Hecke was het zevende kind van tien van het echtpaar Gustaaf Van Hecke en Leonia Bullinck. Het gezin woonde aanvankelijk in Blankenberge in de Zeelaan (nu Franchommelaan), maar verhuisde in 1910 naar de Van Maerlantstraat 115. Daar pootte vader Van Hecke, timmerman en aannemer, het hotel Richmond neer dat door de familie werd geëxploiteerd.
Hij kreeg onderwijs in de middelbare ‘knechtenschool’ (gemeenteschool) te Blankenberge. Op vijftienjarige leeftijd zou hij een pakket tekeningen hebben voorgelegd aan de Brugse kunstenaar Flori Van Acker, leraar aan, en later (vanaf 1910) directeur van de Stedelijke Academie voor Schone Kunsten te Brugge. Vermoedelijk wilde Van Hecke hiermee een carrière als kunst-’schilder’ voorbereiden, wat toen ook de vaardigheden om onder meer faux-boix, faux-marbre en figuratieve wanddecoratie te kunnen schilderen omvatte. Een kunstschilder was niet per definitie ook kunstenaar. Het bezoek aan Van Acker moet op een ontgoocheling uitgedraaid zijn met als gevolg dat er van een gedegen opleiding in een ‘serieuze’ academie niets kwam.
Wel volgde hij lessen perspectief en technisch tekenen in een Blankenbergse technische school, die door biografen niet nader wordt genoemd. Wellicht zal dat in de gemeenteschool geweest zijn. Het was destijds de gewoonte dat scholen extra avondcursussen gaven voor mensen die hogerop wilden geraken in het leven. Vermoedelijk hielp Van Hecke naast die lessen tussen 1908 en 1914 mee in het familiebedrijf. Blankenberge was toen al een voor binnen- en buitenlanders zeer gewilde zomerbestemming en waarschijnlijk moest elk familielid meehelpen in het hotel.
Volgens verscheidene biografen droomde hij altijd al van een carrière als kunstenaar. Zijn moeder zou dat verlangen gesteund hebben, maar zeker is dat niet. Fernand Bonneure haalt in zijn in 1990 verschenen werk over de kunstenaar een verzuchting aan van Van Hecke (genoteerd door Lieve Van Damme): ‘Mijn vader heeft nooit gevraagd: hoe gaat het, schilder je nog, verkoop je soms iets? Ik heb hem nooit naar een schilderij zien kijken. Die mensen kenden dat niet’. Beschouwde hij zijn moeder ook als behorende tot ‘die mensen’?
In 1914 werd Van Hecke gemobiliseerd en tewerkgesteld in de wapenfabriek van Hotchkiss in Vienne (nabij Lyon), waar machinegeweren werden vervaardigd. Vanaf 1917 tot aan het einde van de Eerste Wereldoorlog was hij actief als brancardier in het Belgische Legerhospitaal in Le Havre. Na de oorlog kende Van Hecke een korte carrière als patroon van een huisschildersbedrijf.
Zelf beschouwde Van Hecke het jaar 1920 altijd als zijn ultieme start. Vanaf dan schilderde en evolueerde hij dag in dag uit tot 1975, toen een hartkwaal en constante ademnood hem het werken beletten. Op het einde van 1944 verhuisde hij zijn atelier, dat tot dan gevestigd was in het ouderlijk hotel in de Van Maerlantstraat, naar de Vredelaan waar hij een huis bouwde dat hij samen met zijn jongste broer Pieter en diens echtgenote Jeanne Cornelis ging bewonen. Het echtpaar woonde op de bovenverdieping, Van Hecke werkte en woonde op de gelijkvloerse verdieping.
Hij stierf op 82-jarige leeftijd en werd op 10 januari 1976 burgerlijk begraven op het kerkhof te Blankenberge.

## Evolutie als kunstenaar
Willem Van Hecke wordt gecatalogiseerd onder de noemer autodidact. Wat hij echter als ‘amateur’, zoals hij het zelf betitelde, in de loop van zijn carrière presteerde, is bijzonder ongewoon, zelfs al ademt zijn oeuvre duidelijke invloeden uit van Henri Permeke, Frits Van Den Berghe, Floris Jespers, Jean Dubuffet (art brut) en anderen. Via de invloeden van deze grote voorbeelden en door zijn eigen eigenzinnige inbreng heeft hij uiteindelijk een eigen stijl ontwikkeld.
Vóór 1920 maakte hij vooral impressionistische werken. Waarschijnlijk heeft hij in die periode met vallen en opstaan geprobeerd het vak onder de knie te krijgen. Het jaar 1920 zelf mag inderdaad beschouwd worden als een sleuteljaar in zijn loopbaan en meteen zijn start als ‘kunstenaar’.
Er lijkt weinig overgebleven of bekend van zijn vroegste werken uit 1914-1925. Een pastel, ‘Het Oude Staketsel’, afgebeeld in ''Van Hecke Willem'' (1975), wordt door Eric Standaert rond 1920 gedateerd. Dit is zowat het oudste werk dat van hem bekend is. Het voelt inderdaad aan als het werk van een ‘amateur’, maar niet van een amateur die nog nooit gehoord heeft van perspectief en er is hier zeker geen ongeoefende hand aan het werk geweest. Bovendien heeft dit werk nergens het braaf amateurisme van de dilettant. Er lijkt zelfs, maar dat is misschien vergezocht, enige invloed van Léon Spilliaert te zijn. De desolaatheid en de ‘verte’ in het werk doen er, zij het dan vaag, aan denken.
Ook in een werk, getiteld ‘Hoevetje’ en gedateerd 1926 (eveneens afgebeeld in ''Van Hecke Willem'') weerspiegelt die desolaatheid, maar er is duidelijk reeds een lange weg afgelegd. Spilliaert is ver weg. Van Hecke ‘kondigt’ zich aan. De ‘autodidact’ heeft het vak nagenoeg volledig onder de knie.
Rond 1925 raakte hij bevriend met Armand Van Reck, eveneens een rasechte Blankenbergenaar, wiens ouders in de oorlog uitgeweken waren naar Engeland en die kunststudies voltooide aan de Putney School of Art in Londen. Vandaar waarschijnlijk zijn levenslange interesse voor het aquarel. Terug in België studeerde Van Reck aan de Koninklijke Academie voor Schone Kunsten te Brussel. Tussen 1924 en 1926 keerde hij weer naar Londen en behaalde er een RCA-certificaat (Royal College of Arts), als blijk van zijn vaardigheden in tempera, schilderen naar de natuur en monumentale schilderkunst. Van Reck wordt beschouwd als een zeer goede dierenschilder en een begenadigd aquarellist.
Armand Van Reck zou Willem Van Hecke steunen in zijn zoeken en hem bijstaan met technische raad. Zijn werken uit de tweede helft van de jaren twintig tonen inderdaad een duidelijke maturiteit in de picturale kwaliteit en de vormgeving. Iets waar de raadgevingen en vingerwijzingen van Van Reck waarschijnlijk niet vreemd aan zijn.
Van de interieurs van de Sint-Antoniuskerk (1926) naar de ‘Roggeviller’ (1932, Stadhuis Blankenberge) is er een grote weg afgelegd. Het is duidelijk dat Van Hecke evolueerde naar een voorzichtig kubistisch expressionisme. De landelijke gezichten die in deze periode geschilderd worden, zijn dan weer onmiskenbaar expressionistisch.
Hij moet in ieder geval toen al een zekere vermaardheid gehad hebben. Een vermelding en een afbeelding van een werk getiteld ‘Le Poissonneur’ komen voor in de Annuaire Général des Beaux Arts en Belgique, deel 1, juli 1929 / juni 1930 (pag. XCIV). Er wordt naast de afbeelding van het werk een uittreksel gepubliceerd uit een artikel verschenen in ‘The Detroit Gazette’ (USA):
‘… Willem Van Hecke se démontre l’un des peintres les plus profonds de la Flandre mystérieuse et insondable. Ses paysages se dénudent l’âme formidable et farouche; et ses types populaires en projettent toute la puissance … Sa technique est sobre, monumentale, synthétique, et ses couleurs révèlent des abimes à nul autre accessibles … Il transpose en facture moderne la tradition de la grande école de Flandre …’
In de loop van de jaren dertig ging Van Hecke steeds expressionistischer schilderen, maar het was een erg eigenzinnig, erg karakteristiek expressionisme. Zelf noemde hij dit een periode van ‘verkloeking’. Het formaat van zijn werken werd vanaf nu definitief klein en zijn techniek evolueerde naar die picturale uitstraling die het werk van Van Hecke zo herkenbaar maakt.
De jaren veertig worden gekenmerkt door een onmiskenbaar expressionisme dat soms bijna karikaturaal aandoet. Het coloriet is doorgaans soberder dan in zijn vroeger werk. Na circa 1945 winnen contourlijnen aan belang. Zijn werk wordt als het ware grafisch. Men zou kunnen beweren dat hij vanaf nu niet meer schilder is maar een schilderende graficus. Dát zal hij tot op het einde van zijn carrière blijven. In die periode begon hij ook de mens af te beelden in zijn werken, meestal als tragisch figuur. Zijn kunst evolueert naar het imaginaire en het visionaire.
In de jaren vijftig evolueert hij naar een vorm van abstractie. De tekening wordt niet zelden ‘gekluisterd’, ‘geklemd’, ‘geïnterneerd’ in dominerende kleurenvlakken.
Het wat men zou kunnen noemen gekwelde, wordt verlaten als hij eind van de jaren zestig zijn uiteindelijke zelf vindt. De tekening wordt weer meer figuratief, vereenvoudigt, wordt lichter, slordiger, speelser.
Deze stijl die onmiddellijk herkenbaar is als die van Van Hecke: grafisch, vooral grafisch, met hier en daar een kleuraccent dat ondergeschikt is, een detail, én een techniek die alleen hij beheerst: een mengeling van olieverf, aquarel, was, Oost-Indische inkt, gouache en andere. Het is een stijl die hij niet meer zal verlaten.

## Tentoonstellingen
Niettegenstaande Willem Van Hecke volgens Fernand Bonneure een ‘zeer bescheiden, véél te bescheiden man’ was, stelde hij toch nagenoeg elk jaar of om de twee jaar in België tentoon, en dit zeker vanaf het einde van de jaren veertig. Hij nam ook deel aan diverse binnen- en buitenlandse groepstentoonstellingen.

## Belangrijke individuele tentoonstellingen (selectie)
- 1947, Paleis voor Schone Kunsten, Brussel
- 1950, Gemeentelijk Casino, Oostende
- 1954, Galerie Veranneman, Kortrijk
- 1959, Stedelijk Casino Blankenberge (retrospectieve bij zijn 65ste verjaardag)
- 1963, Casino Knokke
- 1963, Galerie Vyncke-Van Eyck, Gent
- 1967, Galerie Veranneman, Brussel
- 1969, Museum voor Schone Kunsten, Oostende
- 1970, Museum Dhondt-Dhaenens, Deurle
- 2008, Cultuurcentrum De Benne, Blankenberge, De collectie van zijn levensgezellin Rachel Zimmerman.[1]

Verder zijn er werken te vinden in het stadhuis van Blankenberge en het Kunstmuseum aan Zee te Oostende.
- Gemeinsame Normdatei: 143503693
- RKD-Nederlands Instituut voor Kunstgeschiedenis: 101039
- Virtual International Authority File: 178570170
- WorldCat: E39PBJmdy3tjMKyhP73YC7KfMP